# Consolidatie (economie)
Consolidatie heeft twee economische betekenissen:
- het omzetten van kortlopende schulden in een lening op lange termijn. Meer in het bijzonder wordt deze term gebruikt met betrekking tot de openbare financiën.
- organisaties die fuseren. Er is zelfs sprake van periodes van consolidatie, een fenomeen dat zich typisch voordoet als een groeimarkt de fase van saturatie (verzadiging) bereikt. Omdat het dan niet meer mogelijk is om organisch (intern) te groeien, richten bedrijven zich op groei via overnames (en op die manier omzetverhoging en schaalvoordelen te creëren).